# Alexander Zorniger
Alexander Zorniger(Mutlangen, 1967. augusztus 10. –) korábbi német labdarúgó, vezetőedző.

## Pályafutása

### Játékosként
Játékosként hat évet szerepelt német alsóbb osztályú csapatokban. 2002-ben hagyott fel az aktív labdarúgással.

### Edzőként
Vezetőedzőként a Normannia Gmünd csapatánál mutatkozott be 2004-ben, majd öt év után távozott a klub éléről.
A VfB Stuttgart csapatánál Markus Babbel segédedzője volt 2009-ben. Két évig volt a Sonnenhof Großaspach menedzsere.
2012 nyarán az RB Leipzig menedzserének nevezték ki, ahol Bódog Tamás lett az asszisztense. A szezon során a Szász labdarúgókupa mellett a Regionalliga Nordost küzdelmeit is megnyerték, a rájátszáson pedig sikeresen kivívták a 3.Ligába való feljutást. 2015. február 11-én menesztették a klub éléről.
2015. április 28-án Hansi Müller a VfB Stuttgart vezérigazgatója bejelentette, hogy Alexander lesz a klub menedzsere a 2015-16-os szezontól.
2016. május 17-én írt alá a dán első osztályban érdekelt Brøndby csapatához.
2021 májusában a ciprusi Apóllon Lemeszú csapatának lett a vezetőedzője és első szezonjában megnyerték a bajnokságot. 2022 augusztusában 
2022. október 23-án a Greuther Fürth edzőjének nevezték ki. 2024 októberében kirúgták.

## Sikerei, díjai

### Menedzserként
RB Leipzig
- Regionalliga Nordost: 2012–13

Brøndby
- Dán kupa: 2017–18

Apóllon Lemeszú
- Ciprusi bajnokság: 2021–22

## Statisztika menedzserként
2024. október 22-i állapot szerint.
| Csapat                  | -tól              | -ig                 | Mérkőzés | Győzelem | Döntetlen | Vereség | Százalék |
| ----------------------- | ----------------- | ------------------- | -------- | -------- | --------- | ------- | -------- |
| SG Sonnenhof Großaspach | 2010. július 1.   | 2012. június 30]    | 64       | 29       | 15        | 20      | 45,31%   |
| RB Leipzig              | 2012. július 3.   | 2015. február 11.   | 96       | 58       | 25        | 13      | 60,42%   |
| VfB Stuttgart           | 2015. június 29.  | 2015. november 24.  | 15       | 5        | 1         | 9       | 33,33%   |
| Brøndby                 | 2016. június 1.   | 2019. február 18.   | 84       | 51       | 16        | 17      | 60,71%   |
| Apóllon Lemeszú         | 2021. július 1.   | 2022. augusztus 10. | 39       | 19       | 11        | 9       | 48,72%   |
| Greuther Fürth          | 2022. október 23. | 2024. október 22.   | 67       | 27       | 16        | 24      | 40,3%    |

Összesített:
| Mérkőzés | Győzelem | Döntetlen | Vereség | Százalék |
| -------- | -------- | --------- | ------- | -------- |
| 365      | 189      | 68        | 84      | 51,78%   |

## Külső hivatkozások
- Profilja a RB Leipzig honlapján
- Edzői statisztikája a transfermarkt.de-n
- Labdarúgó statisztikája a transfermarkt.de-n